# Juan de Tapia (poeta)
Juan de Tapia fue un poeta nacido en los primeros años del siglo XV en un lugar no precisado de la península ibérica. Ejerció de soldado, pasando de España a Italia siguiendo el expansionismo de la corona de Aragón. En efecto, formó parte, durante el reinado de Alfonso V de la corte literaria que existió en Aragón y cuya obra estuvo influida por los humanistas italianos. Sus poetas más destacados fueron: Lope de Stúñiga y Carvajales, además de Juan de Tapia.
Los poemas de éste nos han llegado a través de tres conocidos cancioneros: seis composiciones están en el Cancionero de Palacio (SA 7) y los restantes dieciséis en el Cancionero de Estúñiga (MN54) -que es la principal fuente para conocer esa corte literaria de Aragón- y el Cancionero de Roma (Biblioteca Casanatense) (RC1).